# Adam Richards
Adam Richards (Smyrna, 26 novembre 1980) è un pugile statunitense.
Soprannominato "The Swamp Donkey", ha al 2010 un record di 23-3, con 15 successi prima del limite.